# Mexikanische Sumpfzypresse
Die Mexikanische Sumpfzypresse (Taxodium mucronatum), auch Montezuma-Zypresse, Mexikanische Zypresse und Ahuehuete genannt, ist eine der zwei Pflanzenarten in der Gattung der Sumpfzypressen (Taxodium) aus der Familie der Zypressengewächse (Cupressaceae). 
Ahuehuete ist ein Wort aus dem Nahuatl, das im Spanischen mit „viejos de agua“ übersetzt wird (wörtlich „die Alten des Wassers“) und auf das Altwerden und den Wasserbedarf dieser Baum-Art hinweist. Die Mexikanische Sumpfzypresse ist seit 1921 der mexikanische Nationalbaum.

## Beschreibung

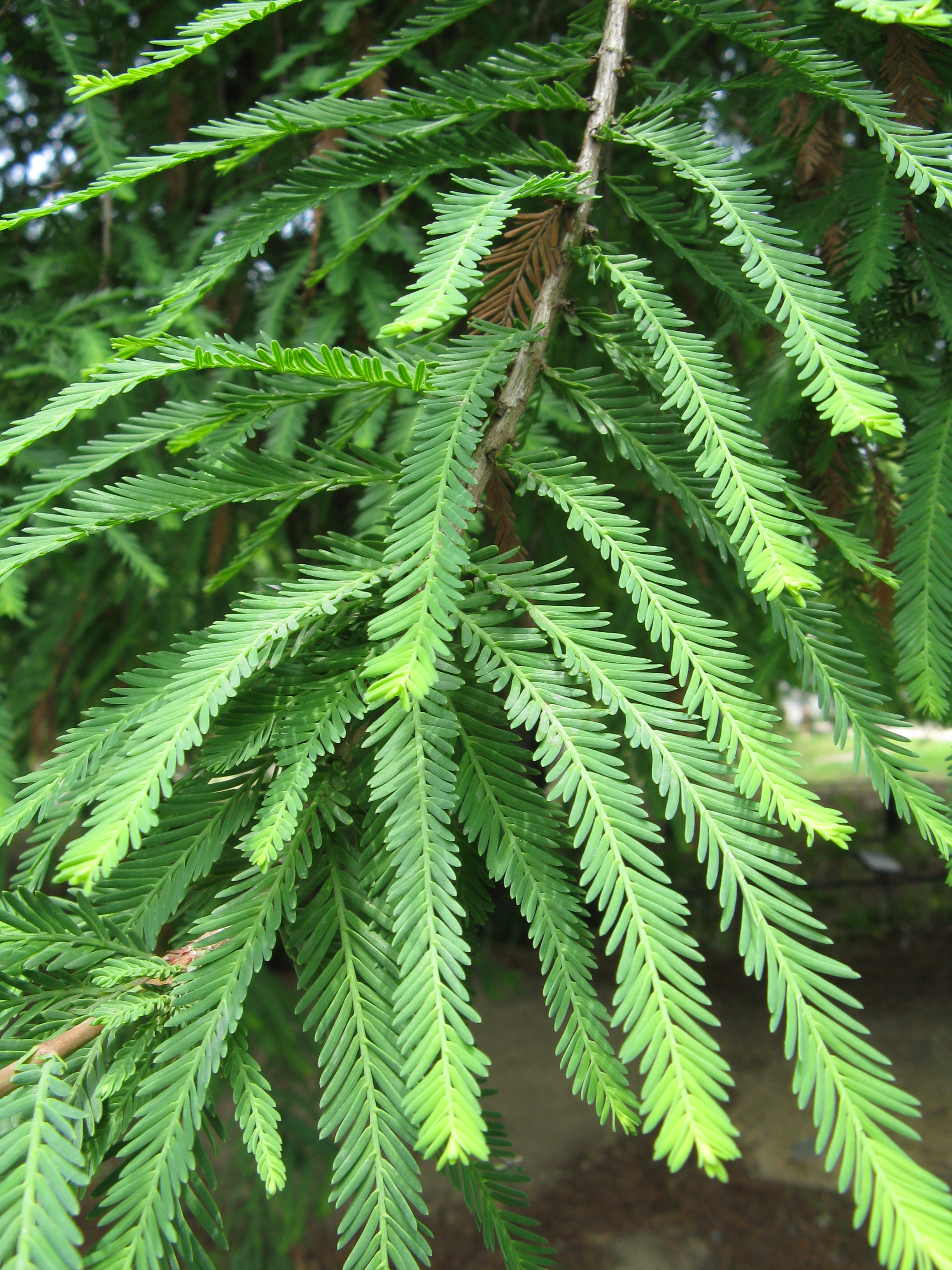
Zweige des Taxodium mucronatum

Die Mexikanische Sumpfzypresse ist ein großer, immer- oder halbimmergrüner Baum, der Wuchshöhen von über 35 Metern und Stammdurchmesser bis über 3,5 Metern erreicht. Die spiralig angeordneten und in zwei horizontalen Lagen übereinander liegenden Blätter sind 10 bis 20 Millimeter lang und 1 bis 2 Millimeter breit. 
Die Mexikanische Sumpfzypresse ist einhäusig getrenntgeschlechtig (monözisch). Die ovalen Zapfen weisen eine Länge von 1,5 bis 2,5 Zentimeter und einen Durchmesser von 1 bis 2 Zentimeter auf.
Die Chromosomenzahl beträgt 2n = 22.

## Der Baum von Tule

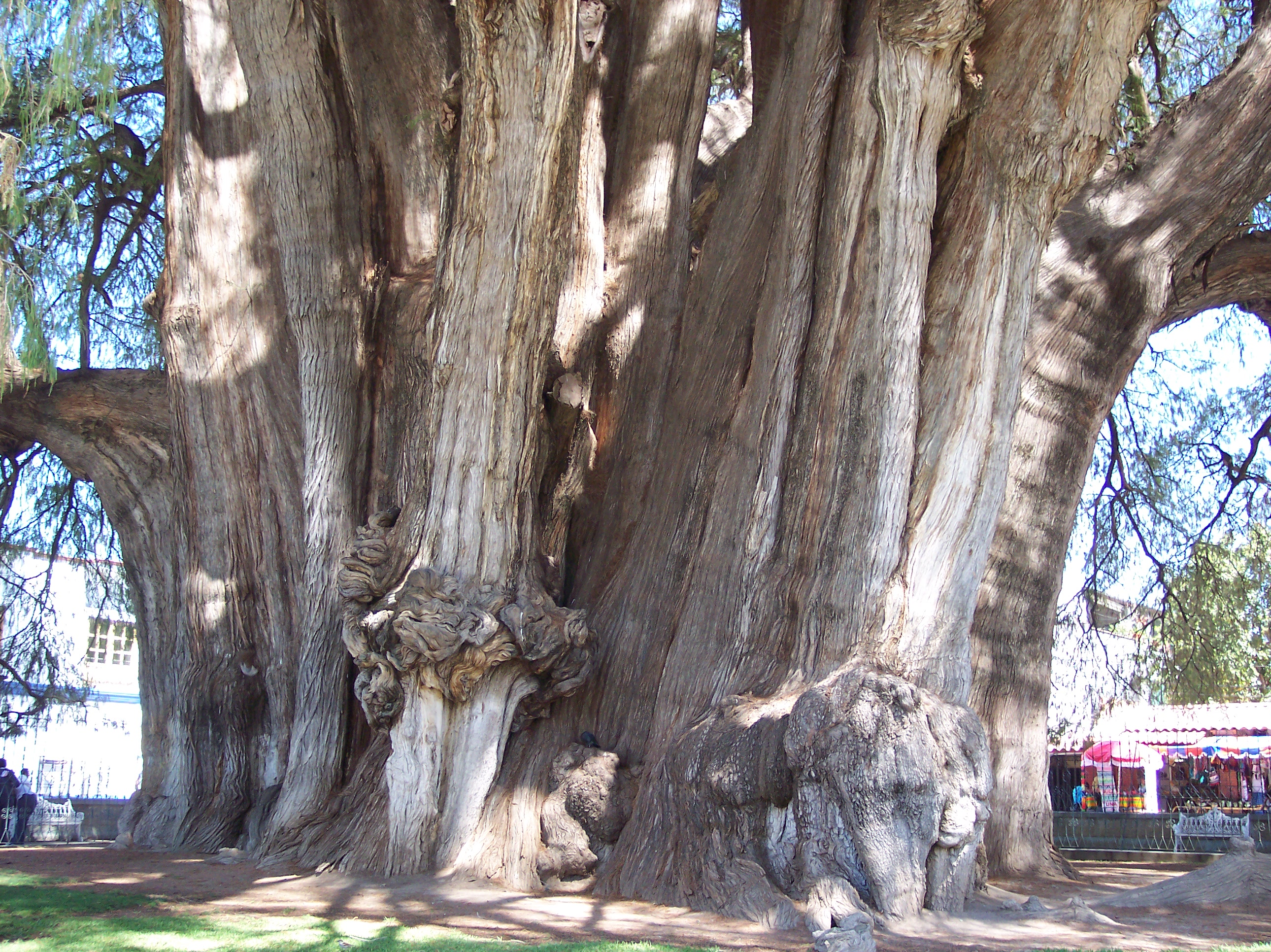
Baumstamm des „Baum von Tule“.

Die Mexikanische Sumpfzypresse hält einen Weltrekord, denn ein rezentes Exemplar ist der bekannte Baum mit dem größten Durchmesser, also der dickste Baum der Welt. Dieser stattliche Baum heißt „Árbol del Tule“ (span. „Baum von Tule“) oder auch „El Gigante“ (span. „der Riese“) und steht im Hof der Kirche der Ortschaft Santa María del Tule im Bundesstaat Oaxaca, Mexiko. Er weist einen Stammdurchmesser von 11,5 Metern (andere Quelle: über 14 Meter). Allerdings steht dieser Baum in Konkurrenz mit einem Riesenmammutbaum (Sequoiadendron giganteum), der mit einem angegebenen Durchmesser von bis zu 12 Meter an der Basis ebenfalls der „dickste Baum der Erde“ sein soll. Es ist zudem nicht geklärt, ob es sich beim Baum von Tule um einen individuellen Einzelbaum oder um eine zusammengewachsene Baumgruppe handelt. 
Diese Sumpfzypressen-Art gilt, wie die meisten Vertreter der Familie der Cupressaceen, als langlebig. Der „Baum von Tule“ soll 2000 Jahre alt sein (andere Quellen schreiben von 4000 bis 6000 Jahren).
Um 1900 betrachtete man den „Baum von Tule“ mit einem auf 6000 Jahre geschätzten Alter als den ältesten Baum der Welt:

„Im Schatten dieser Cypresse soll […] 1519 schon Ferdinand Cortez mit seinem ganzen Heere bei der Eroberung Mexicos gelagert und, von den Eingeborenen hart bedrängt, eine sehr sorgenvolle Nacht zugebracht haben, weshalb der Baum auch ‚Arbol de la noche triste‘ genannt wird. Nach E. Milek war derselbe 1863 noch vollbegrünt, gesund und lebenskräftig; nach einer Bearbeitung von Freiherrn J. W. Müller waren 1857 die Ausmaße des Riesen: Umfang (1,6 m über dem Boden gemessen) 30,8 m = 10 m Durchmesser, Höhe 36 m, Umfang der Krone, welche bei 8 m über dem Boden begann, gegen 160 m. Heute ist der Baum, wie unsere Abb. 3 zeigt, noch immer eine mächtige Ruine.“

## Verbreitung
Die Art ist in weiten Teilen von Mexiko beheimatet. Das südlichste Vorkommen findet sich im Hochland von Südmexiko und der nördlichste natürliche Standort liegt im südlichsten Teil von Texas (USA) (im unteren Tal des Rio Grande). Auch Guatemala wird als Fundort angegeben. Natürliche Vorkommen befinden sich vorwiegend in Flussnähe.

## Systematik
Synonyme für Taxodium mucronatum Ten. sind Taxodium distichum (L.) Rich. var. mucronatum (Ten.) A.Henry, Taxodium mexicanum Carr., Taxodium distichum (L.) Rich. var. mexicanum (Carr.) Gordon, Cuprespinnata mexicana (Carr.) J.Nelson.